# Ghazipur (huyện)
Huyện Ghazipur là một huyện thuộc bang Uttar Pradesh, Ấn Độ. Thủ phủ huyện Ghazipur đóng ở Ghazipur. Huyện Ghazipur có diện tích 3377 ki lô mét vuông. Đến thời điểm năm 2001, huyện Ghazipur có dân số 3049337 người.